# Hydraulischer Kurzschluss (Wasserkraft)
Das Prinzip des hydraulischen Kurzschlusses wird bei Pumpspeicherkraftwerken angewendet, um neben dem Turbinenbetrieb auch den Pumpbetrieb regelbar zu machen. Weiterhin erlaubt der hydraulische Kurzschluss, Wasser im Kreis zu fahren, um so mit dem Synchrongenerator nur Systemdienstleistungen zu liefern, ohne Wirkleistung zu produzieren.
Im Gegensatz zu den Turbinen sind die Pumpen eines Speicherkraftwerks nicht regelbar, d. h., sie kennen nur den Betriebszustand Ein oder Aus. Wenn nun eine Pumpe eine Leistungsaufnahme von beispielsweise 150 MW hat und Überschüsse im Stromnetz von 100 MW vorhanden sind, kann die Pumpe nur betrieben werden, indem die fehlende elektrische Leistung gleichzeitig vom Speicherkraftwerk erzeugt wird. Dafür wird ein Teil des Wassers nur gefördert, um es direkt wieder für den Turbinenbetrieb zu benutzen und damit praktisch im Kreis geführt, wobei entsprechende Verluste durch Rohrreibung und den Generator auftreten.
Eine Vermeidung der Generatorverluste ist möglich, indem die restliche, zum Pumpenbetrieb nötige Leistung, unter Umgehung von Generator und Pumpenmotor direkt mechanisch über eine gemeinsame Antriebswelle von der Turbine geliefert wird. Angewendet wird dieses Prinzip beim Kopswerk II, beim Obervermuntwerk II – beide im österreichischen Bundesland Vorarlberg, dem Pumpspeicherwerk Glems bei Metzingen (Baden-Württemberg) sowie in der Kraftwerksgruppe Pfreimd (Bayern). Auch im leistungsstärksten Wasserkraftwerk Österreichs, der Malta Hauptstufe, wird der hydraulische Kurzschluss eingesetzt.